# Radca našich gazdiniek
A Radca našich gazdiniek szlovák nyelven megjelenő, elsődlegesen nők számára kiadott havilap volt Csehszlovákiában, majd Szlovákiában. Az 1935-ben alapított lap Zsolnán a Slovenský družstevník mellékleteként jelent meg. Utolsó lapszámát 1939-ben adták ki.